# Luís Figo

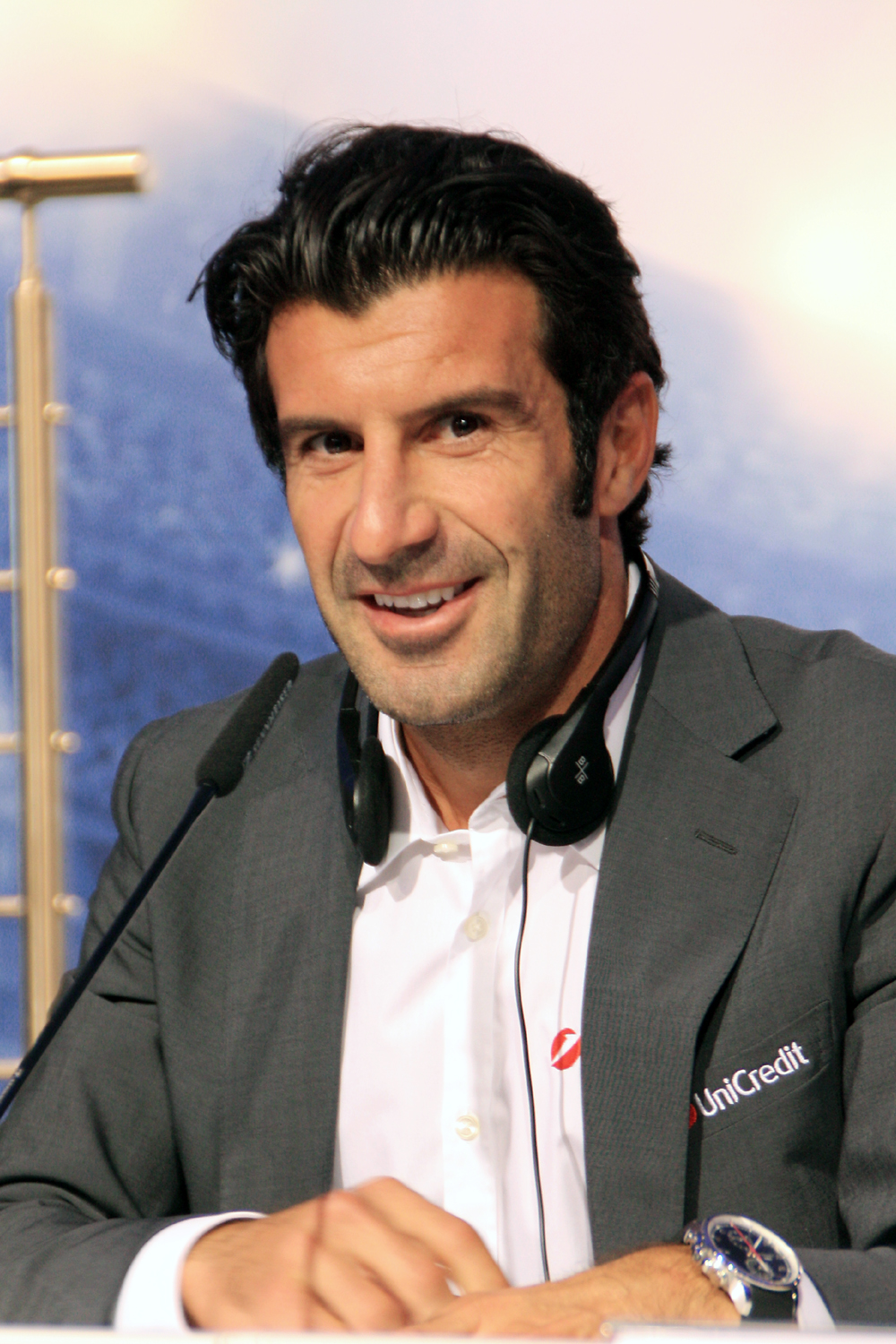
Figo em 2010.

Luís Filipe Madeira Caeiro Figo OIH (Lisboa, 4 de novembro de 1972) é um ex-futebolista português que atuava como médio ou extremo. Considerado um dos maiores jogadores  de todos os tempos, Figo venceu a Bola de Ouro em 2000, o prêmio de Melhor Jogador do Mundo pela FIFA em 2001 e está incluído no FIFA 100.
Com uma carreira profissional de mais de 20 anos em clubes de Portugal, Espanha e Itália, aposentou-se no dia 31 de maio de 2009. Representou a Seleção Portuguesa por 127 vezes, fazendo dele o segundo jogador português com maior número de jogos pela seleção, ficando apenas atrás de Cristiano Ronaldo.
Figo é um dos poucos futebolistas a ter jogado pelos dois rivais espanhóis, Barcelona e Real Madrid. Ganhou diversos títulos individuais e coletivos, como uma Taça de Portugal, quatro Campeonatos Espanhóis, uma Liga dos Campeões da UEFA, uma Taça das Taças, uma Supercopa Europeia, uma Copa Intercontinental, quatro Campeonatos Italianos, uma Copa da Itália e três Supercopas Italianas.

## Carreira

### Início
Começou a dar os seus primeiros pontapés na bola no Os Pastilhas, um clube de bairro da freguesia da Cova da Piedade, antes de ser transferido para o Sporting. Morou então em Almada, na freguesia do Laranjeiro.

### Sporting
Luís Figo começou a sua carreira profissional no Sporting. Ganhou uma Taça de Portugal a serviço dos leões, onde passou seis dos 20 anos da sua carreira, de 1989 até 1995, até ser transferido para o Barcelona.

### Barcelona
Em 1995, anunciava-se a sua transferência para um gigante europeu, mas uma disputa entre dois clubes italianos, a Juventus e o Parma, depois de Figo assinar contrato pelos dois clubes, resultou em que Figo fosse proibido de se transferir para um clube italiano por um período de dois anos. A situação acabaria por ser resolvida, depois da sua transferência para o espanhol Barcelona.

### Real Madrid
No dia 1 de julho de 2000 transferiu-se com muita controvérsia para o Real Madrid, principal rival do Barcelona, por 60 milhões de euros, um valor então recordista. Muitos fãs do Barcelona sentiram-se traídos pela sua transferência, mesmo depois de Figo ser o seu favorito ao longo dos anos. Em 2020 justificou a sua transferência com o facto de não se sentir reconhecido no clube catalão.
Três temporadas depois, numa partida frente ao Barcelona, em 2003, Figo obteve uma recepção muito hostil do público, sendo-lhe atirados objetos (como celulares, bolas de golfe e até cabeças assadas de um galo e de um porco) quando este efetuava pontapés-de-canto e lançamentos. Como resultado, a FIFA acabaria por impor uma multa ao Barcelona.

### Internazionale
Figo deixou o Real Madrid para se juntar a Internazionale em 2005, aonde viria a usar a camisa 7, depois do seu contrato com os Merengues ter expirado. No verão de 2008, o seu compatriota José Mourinho, foi anunciado como novo treinador da Inter, fazendo com que Figo terminasse a sua carreira ao lado de colegas portugueses.
No dia 16 de maio de 2009, Figo anunciou o final da sua carreira, no mesmo dia que a Inter se tornou campeã italiana da Serie A na época 2008–09 e viria mais tarde reconfirmar o mesmo do dia 30 de maio. O seu último jogo foi no dia 31 de maio, frente a Atalanta no Estádio San Siro, jogo em que Javier Zanetti entregou a Figo a braçadeira de capitão. O seu golo mais memorável pela Inter foi sem dúvida o livre marcado frente à Roma, num jogo a contar para a Supercopa da Itália.

## Seleção Nacional

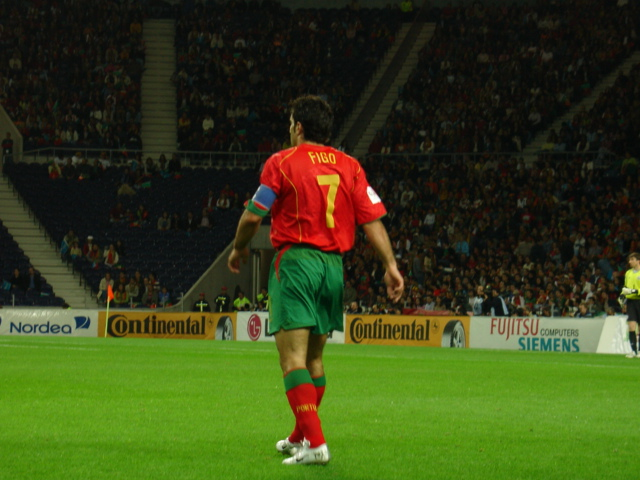
Figo com a Seleção Portuguesa em 2005.

Figo ganhou a Copa do Mundo Sub-20 pela Seleção Portuguesa em 1991, juntamente com Rui Costa e João Vieira Pinto, ano em também que se estreou pela Seleção frente a Luxemburgo, num amigável que terminou empatado 1–1. Representou a Seleção das Quinas na Euro 1996, na Euro 2000, na Copa do Mundo de 2002, na Euro 2004 e na Copa do Mundo de 2006. Figo inicialmente anunciou o fim da sua carreira internacional depois da derrota frente à Grécia na final da Euro 2004 por 1–0, com 117 internacionalizações e 31 golos, mas em junho de 2005 reverteu a sua decisão e voltou ao serviço da Seleção para os jogos de qualificação para o Mundial da FIFA de 2006, frente às Seleções da Eslováquia e da Estônia.

### Copa do Mundo de 2006
Figo foi o capitão de Portugal na Copa do Mundo de 2006, levando as Quinas às semifinais, jogo que Portugal foi derrotado pela França por 1–0. Figo conseguiu assim levar Portugal às semifinais de um Mundial da FIFA, um feito que Portugal não alcançava desde 1966. No jogo para definir o terceiro lugar, contra a Seleção Alemã, Figo não foi um dos onze titulares de Luiz Felipe Scolari, fato que levou à surpresa de muitos, sendo Pauleta nomeado capitão. Viria a entrar no jogo aos 77 minutos substituindo Pauleta, sendo-lhe devolvida a capitania. A Alemanha ainda conseguiu marcar pela terceira vez logo depois da sua entrada, mas Figo, aos 88 minutos, deu uma assistência para Nuno Gomes, que cabeceou para o fundo das redes de Oliver Kahn. Apesar da derrota (os alemães venceram por 3–1), Portugal teve sua grande campanha reconhecida.

## Títulos

### Títulos Oficiais
Sporting CP
- Taça de Portugal: 1994–95

Barcelona
- Supercopa da Espanha: 1996
- Copa do Rei: 1996–97 e 1997–98
- Recopa Europeia da UEFA: 1996–97
- Supercopa da UEFA: 1997
- Campeonato Espanhol: 1997–98 e 1998–99

Real Madrid
- Campeonato Espanhol: 2000–01 e 2002–03
- Supercopa da Espanha: 2001 e 2003
- Liga dos Campeões da UEFA: 2001–02
- Supercopa da UEFA: 2002
- Copa Intercontinental: 2002

Internazionale
- Supercopa da Itália: 2005, 2006 e 2008
- Campeonato Italiano: 2005–06, 2006–07, 2007–08 e 2008–09
- Copa da Itália: 2005–06

Seleção Portuguesa Sub-17
- Campeonato Europeu de Futebol Sub-17: 1989

Seleção Portuguesa Sub-20
- Copa do Mundo FIFA Sub-20: 1991

### Títulos Não-Oficiais
Sporting
- Taça de Honra da AF Lisboa: 1990–91, 1991–92

Barcelona
- Copa da Catalunha: 1999–00
- Torneio Cidade de La Linea: 1995
- Torneio de Amsterdã: 2000
- Troféu Balompédica Linense: 2000
- Troféu Cidade de Oviedo: 1996
- Troféu Joan Gamper: 1995, 1996, 1997, 1998, 1999, 2000

Real Madrid
- Troféu Naranja: 2003
- Troféu Santiago Bernabéu: 2000, 2003, 2005

Seleção Portuguesa
- Jogos da Lusofonia: 2006
- SkyDome Cup: 1995

### Prêmios Individuais

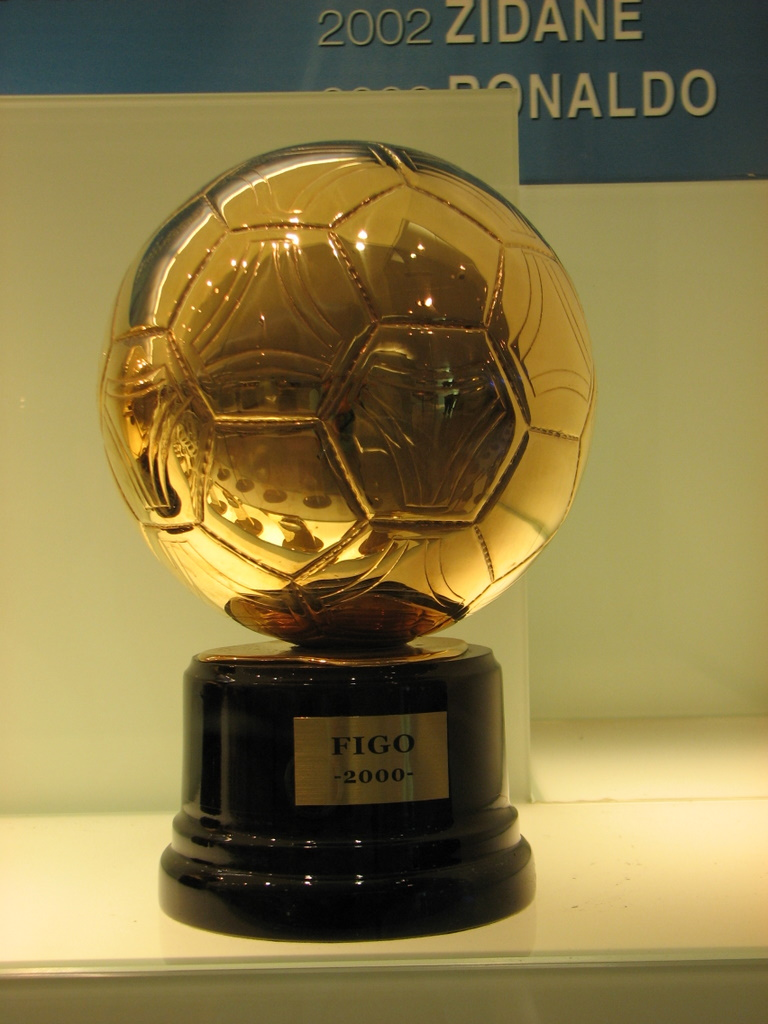
Bola de Ouro recebida por Figo em 2000.

- Melhor jogador do mundo pela FIFA: 2001
- Ballon d'Or: 2000
- Melhor Jogador do Mundo pela World Soccer: 2000
- All-Star Team (FIFA): 2006
- Equipe Ideal do Futebol Europeu: 2000, 2004
- FIFA 100
- Equipa do ano da UEFA: 2003
- Jogador português do ano: 1995, 1996, 1997, 1998, 1999, 2000
- Prêmio Don Balón: 1998–99, 1999–00, 2000–01
- Bola de Ouro Portuguesa: 1994
- Equipe do Ano do MEE: 1997–98, 1999–00
- Maior assistente da Liga dos Campeões: 2004–05

## Ordens e outros destaques

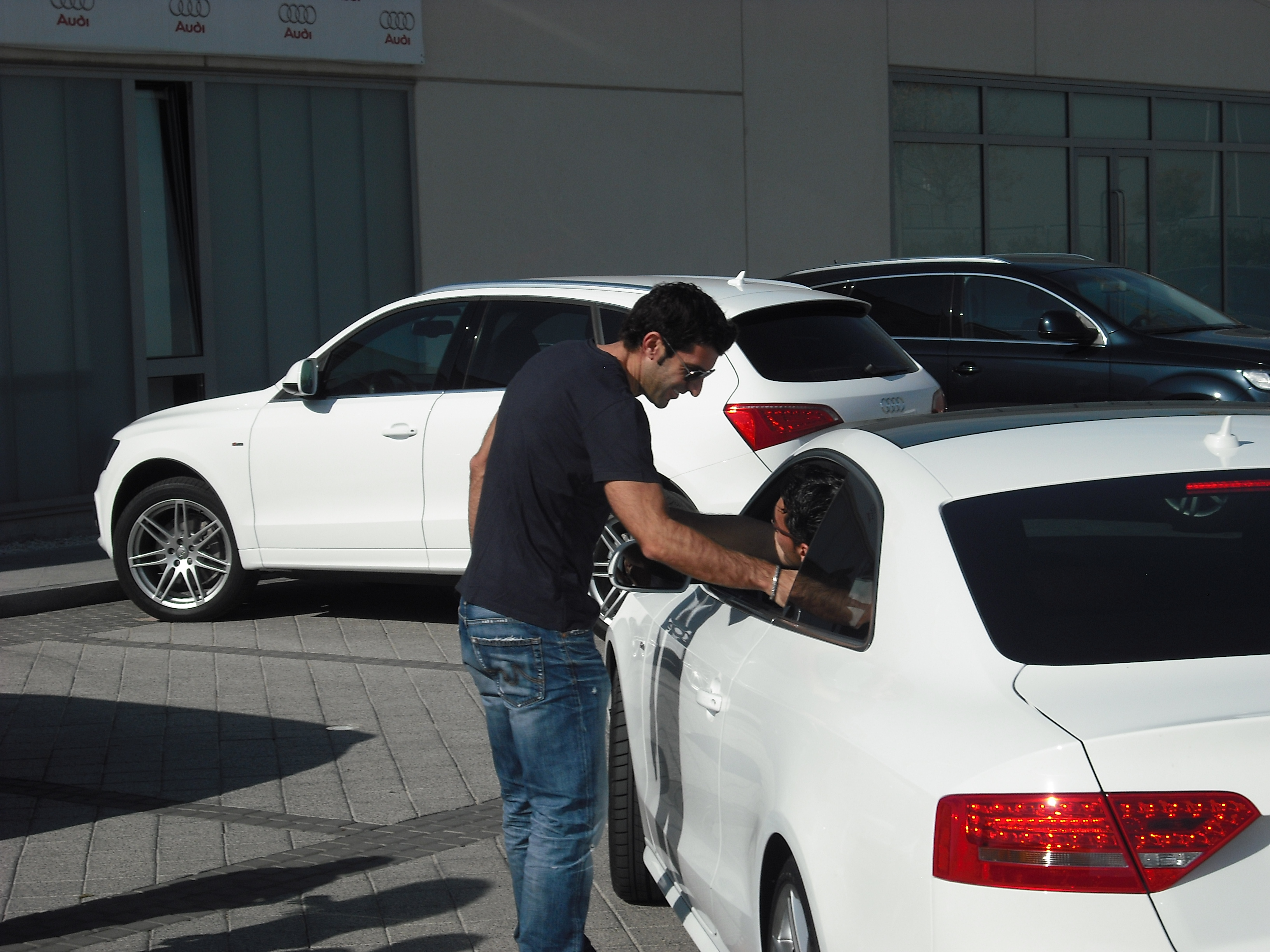
Figo em Madrid em 2009.

- Luís Figo ficou em 30º lugar na lista dos 100 maiores portugueses de sempre, no programa "Os Grandes Portugueses".
- Teve uma participação especial como ator no filme português Second Life, de Miguel Gaudêncio e Alexandre Valente.
- Oficial da Ordem do Infante D. Henrique (5 de julho de 2004).[11]

## Curiosidades
Chegou a ser anunciada a sua ligação à equipa portuguesa da A1 Grand Prix juntamente com o bem conhecido ex-adjunto do Manchester United, Carlos Queiroz.
É embaixador da UNICEF.
Em 5 de julho de 2004 foi feito Oficial da Ordem do Infante D. Henrique.

## Vida pessoal

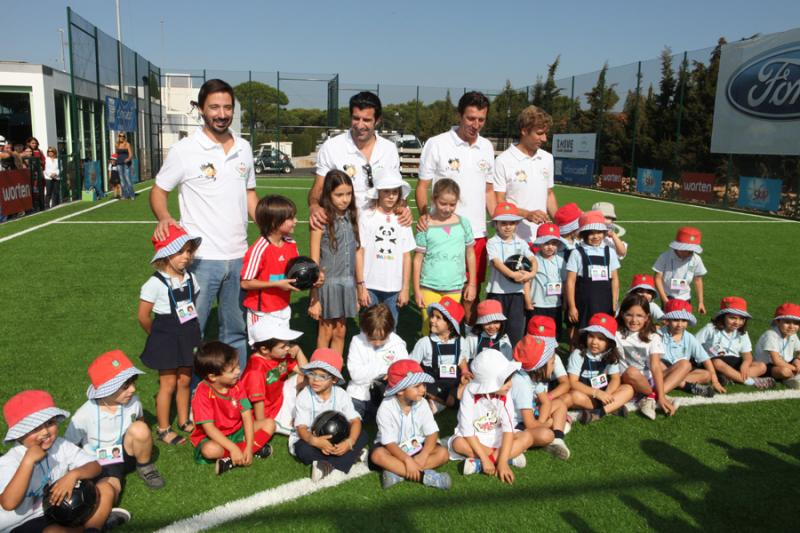
Luís Figo na inauguração da sua Escola de Futebol

Luís Figo é casado, desde 2001, com a modelo sueca Helen Svedin. O casal tem três filhas: Daniela (29 de março de 1999), Martina (23 de fevereiro de 2002) e Stella (9 de dezembro de 2004).
Em 2011, Luís Figo fundou sua Escola de Futebol - A Escolinha do Figo, que tem como principal missão promover a igualdade de oportunidades no futebol e, que hoje dispõe de várias academias de futebol em Portugal.
Em 2015, Luís Figo candidatou-se para a presidência da FIFA.
É ainda presidente e criador da Fundação Luís Figo, que faz um importante trabalho a nível social junto de crianças necessitadas.
Ocupa também o cargo de presidente do "Conselho das Quinas de Ouro" pertencente à Federação Portuguesa de Futebol, organismo que nomeia e premia os portugueses com melhor desempenho no futebol, futsal e futebol de areia.